# Jeannette Martins
Jeannette Martins (* 30. Oktober 1967 in Berlin-Friedrichshain) ist eine deutsche Politikerin (Bündnis 90/Die Grünen) und ehemalige Abgeordnete im Abgeordnetenhaus von Berlin.
Jeannette Martins absolvierte nach dem Abitur eine Ausbildung zur Landschaftsgärtnerin. Anschließend studierte sie an der Humboldt-Universität Berlin Agrarpädagogik mit Diplom 1993.
Sie gehörte 1989 zu den Begründerinnen der Grünen Partei der DDR. Nach der Wiedervereinigung hatte sie von 1992 bis 1995 einen Sitz in der Bezirksverordnetenversammlung Prenzlauer Berg inne. Anschließend wurde sie ins Berliner Abgeordnetenhaus gewählt, dem sie bis 2001 und erneut 2004 angehörte. Dort war sie von 1997 bis 1999 stellvertretende Fraktionsvorsitzende ihrer Partei und anschließend bis 2001 Vorsitzende des Ausschusses für Schule, Jugend und Sport.